# Eleições legislativas regionais na Madeira em 2000
As eleições legislativas regionais na Madeira em 2000, também designadas eleições para a Assembleia Legislativa da Região Autónoma da Madeira, realizaram-se a 15 de outubro e delas resultou a vitória da maioria do Partido Social Democrata (PPD/PSD), liderado por Alberto João Jardim.
A campanha eleitoral para as legislativas regionais na Madeira decorreu de 4 a 13 de outubro.
A abstenção foi de 38,09%, ou seja, dos 209 541 eleitores recenseados votaram 129 734.

## Partidos
Os partidos e coligações que concorreram às eleições para a Assembleia Legislativa da Região Autónoma da Madeira em 2000 foram os seguintes:
| Sigla | Sigla   | Partido/Coligação                    |
| ----- | ------- | ------------------------------------ |
|       | CDS–PP  | Partido Popular                      |
|       | PCP–PEV | CDU – Coligação Democrática Unitária |
|       | PPD/PSD | Partido Social Democrata             |
|       | PS      | Partido Socialista                   |
|       | PSN     | Partido de Solidariedade Nacional    |
|       | UDP     | União Democrática Popular            |

## Resultados
Resultados regionais apurados pela Comissão Nacional de Eleições.

Resultados eleitorais por concelho.

| Partido                                                           | Partido         | Candidato               | Votos   | Votos (%) | Votos (±) | Assentos | Assentos (%) | Assentos (±) |
| ----------------------------------------------------------------- | --------------- | ----------------------- | ------- | --------- | --------- | -------- | ------------ | ------------ |
|                                                                   | PPD/PSD         | Alberto João Jardim     | 72 588  | 55,95%    | −0,92%    | 41       | 67,21%       | 0            |
|                                                                   | PS              | José Carlos Mota Torres | 27 290  | 21,04%    | −3,8%     | 13       | 21,31%       | 0            |
|                                                                   | CDS–PP          | José Manuel Rodrigues   | 12 612  | 9,72%     | +2,41%    | 3        | 4,92%        | +1           |
|                                                                   | UDP             | Paulo Martins           | 6 210   | 4,79%     | +0,76%    | 2        | 3,28%        | +1           |
|                                                                   | PCP–PEV(a)      | Edgar Silva             | 6 015   | 4,64%     | +0,6%     | 2        | 3,28%        | 0            |
|                                                                   | PSN             | Helena Jardim           | 2 243   | 1,73%     | +1,09%    | 0        | 0%           | 0            |
| Totais                                                            | Totais          | Totais                  | 126 958 |           |           | 61       |              |              |
| Votos em Branco                                                   | Votos em Branco | Votos em Branco         | 1 136   | 0,88%     | +0,15%    |          |              |              |
| Votos Nulos                                                       | Votos Nulos     | Votos Nulos             | 1 640   | 1,26%     | +0,13%    |          |              |              |
| Participação                                                      | Participação    | Participação            | 129 734 | 61,91%    | −3,35%    |          |              |              |
| ↑(a) PCP e PEV concorreram em coligação.                          |                 |                         |         |           |           |          |              |              |
| Fonte: Comissão Nacional de Eleições e Diário de Notícias Madeira |                 |                         |         |           |           |          |              |              |